# جیمز کوری
جیمز کوری (انگلیسی: James Currier؛ زادهٔ) بازیکن فوتبال است.
از باشگاه‌هایی که در آن بازی کرده‌است می‌توان به باشگاه فوتبال بولتون واندررز، باشگاه فوتبال منچستر سیتی، و باشگاه فوتبال چلتنهام تاون اشاره کرد.